# Millis
Millis är en kommun (town) i Norfolk County i delstaten Massachusetts, USA. Vid 2020 års folkräkning hade kommunen 8 460 invånare.